# Rinchenia
Rinchenia là một chi khủng long, được Barsbold mô tả khoa học năm 1997.
Loài điển hình Rinchenia mongoliensis (là loài duy nhất được biết đến), ban đầu được phân loại là một loài trong chi Oviraptor (tên là Oviraptor mongoliensis bởi Rinchen Barsbold vào năm 1986), nhưng việc kiểm tra lại bởi Barsbold vào năm 1997 đã tìm thấy sự khác biệt đủ quan trọng để đảm bảo một chi riêng biệt. Tên chi Rinchenia được đặt ra cho chi mới này bởi Barsbold vào năm 1997, mặc dù ông không mô tả chi tiết nó, và cái tên vẫn là một nudum nomen cho đến khi được sử dụng bởi Osmólska et al. vào năm 2004.
Rinchenia được biết đến từ một mẫu đơn (GI 100/32A) bao gồm một hộp sọ hoàn chỉnh và hàm dưới, cột sống một phần, xương trước và phần vai, phần chân sau và xương chậu, và furcula ("xương đòn"). Trong khi Rinchenia có cùng kích thước với Oviraptor (khoảng 1,5 mét, hay dài 5 ft), một số đặc điểm của bộ xương, đặc biệt là trong hộp sọ, cho thấy nó là khác biệt. Bộ xương của nó nhẹ nhàng và kém bền hơn so với Oviraptor, và trong khi đỉnh của Oviraptor là không rõ ràng vì bảo tồn hóa thạch kém, Rinchenia có vỏ bọc được bảo quản tốt, được phát triển cao, kết hợp nhiều xương trong hộp sọ không có đỉnh ở Oviraptor.